# Naïf
Naïf (del francès, ingenu) és un corrent artístic caracteritzat per la ingenuïtat i l'espontaneïtat. De caràcter autodidacta, practicat en alguns casos per artistes sense formació acadèmica, destaca per l'ús de colors vius i antinaturalistes i per l'ús de perspectives errònies dutes a terme per la intuïció. En alguns aspectes recorda l'art dels infants.
Les obres naïf poden ser extremadament detallades, fent ús de colors saturats brillants en lloc de mescles més subtils i tons. També hi ha una absència de perspectiva, que crea la il·lusió que les figures estan ancorades en l'espai com flotants.
Entre els seus representants destaquen Henri Rousseau, Séraphine Louis o Grandma Moses.

## Característiques
Les característiques de l'art naïf són una relació incòmoda amb les qualitats formals de la pintura, especialment sense respectar les tres regles de la perspectiva (tals com les definides pels Pintors Progressistes del Renaixement):
1. Disminució de la mida dels objectes proporcionalment amb la distància.
2. Muting de colors amb distància.
3. Disminució de la precisió dels detalls amb distància.

Els resultats són:
1. Els efectes de la perspectiva geomètricament errònia (aspecte incòmode de les obres, aspecte dels dibuixos dels nens o aspecte de la pintura medieval, però la comparació s'atura allà).
2. L'ús fort del patró, el color no refinat en tots els plans de la composició, sense tenir en compte el fons.
3. Igual precisió es va portar als detalls, inclosos els de fons que s'han d'ombrejar.

La simplicitat més que la subtilesa són tots els supòsits marcadors d'art naïf. Tanmateix, s'ha convertit en un estil tan popular i recognoscible que molts exemples es podrien anomenar pseudo-naïves.

## Motiu
Encara que el genuí naïf per definició no pot tenir motius predeterminats, solen donar-se (a causa del ambient cultural en què sorgeix) temàtiques relacionades amb la vida camperola, la vida familiar, els costums, les tradicions i la religió, representats sempre amb gran imaginació i vivacitat. Per extensió sol donar-se impròpiament el nom de "art naïf" a aquell en què intencionadament es emulen aspectes de l'art naïf pròpiament dit (l'art espontàniament ingenu).

## Art Naïf a Catalunya
A Catalunya, una representant d'aquest estil és la pintora Carme Rovira i Fortuny. La seva obra es conserva, en part, al Museu de la Marina de Vilassar de Mar.
Entre els anys 1996 y 2000, el biòleg i industrial francès Albert Laporte i la seva dona espanyola, Ana Pérez, van obrir al municipi d'El Far d'Empordà un museu d'art naïf per mostrar la seva col·lecció de 1.500 pintures i escultures. La col·lecció estava formada per peces d'artistes de tot el món i de totes les èpoques, com els coloristes sud-americans, els pintors centreuropeus i d'Europa de l'Est i representants de l'art popular asiàtic. El museu s'instal·là en el Molí de la Torre, edifici construït a mitjans del segle xix, considerat com una de les masies i finques agrícoles més importants de l'Empordà i inclòs en l'Inventari del Patrimoni Arquitectònic de Catalunya.

La iniciativa tingué un escàs interès i acabà amb el somni de Laporte al cap de 2 anys quan es tancà el museu. Les previsions del museu estimaven 200.000 visitants a l'any encara que la xifra total en les dos temporades no superà els 30.000.